# Cecidochares frauenfeldi
Cecidochares frauenfeldi är en tvåvingeart som först beskrevs av Ignaz Rudolph Schiner 1868.  Cecidochares frauenfeldi ingår i släktet Cecidochares och familjen borrflugor. Inga underarter finns listade.